# Roella maculata
Roella maculata är en klockväxtart som beskrevs av Robert Stephen Adamson. Roella maculata ingår i släktet Roella och familjen klockväxter. Inga underarter finns listade i Catalogue of Life.